# Lingua tasmaniana
Con l'espressione lingue tasmaniane (codice ISO 639-3 xtz) si designa una serie di idiomi parlati un tempo nell'isola australiana della Tasmania e ora estinti (l'ultima parlante, Fanny Cochrane Smith, morì nel 1905).
La scarsità di informazioni non ha sinora permesso di stabilire eventuali parentele con altre lingue, sebbene sia stata ipotizzata una certa affinità con altre parlate degli aborigeni australiani, soprattutto per via di presunte somiglianze fonologiche. 
Le sole testimonianze sonore delle lingue tasmaniane sono rappresentate da registrazioni su cilindro fonografico di alcune canzoni cantate dalla stessa Fanny Cochrane Smith.